# سینت لئوناردز (نیو ساوت ولز)
سینت لئوناردز (به انگلیسی: St Leonards) یک حومه شهر در استرالیا است که در Municipality of Lane Cove واقع شده‌است.